# 韦尔讷斯
韦尔讷斯（法語：Verneusses，法語發音：[vɛʁnøs]）是法国厄尔省的一个市镇，属于贝尔奈区。

## 地理
韦尔讷斯（48°54'10"N, 0°27'1"E）面积16.15 平方千米，位于法国诺曼底大区厄尔省，该省份为法国北部内陆省份，北起滨海塞纳省，西接奧恩省和卡爾瓦多斯省，南至厄尔-卢瓦省，东临瓦兹省、瓦兹河谷省和伊夫林省。
与韦尔讷斯接壤的市镇（或旧市镇、城区）包括：圣日耳曼多奈、圣但尼多日龙、乌什堡。

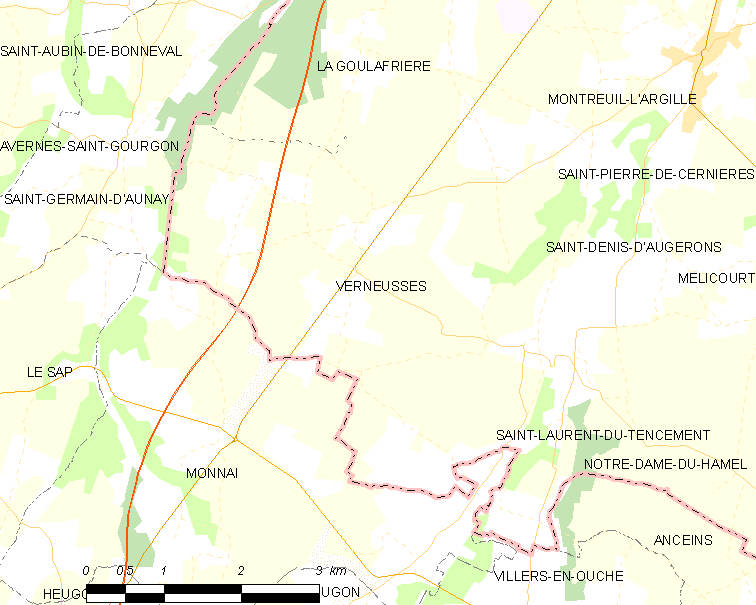
韦尔讷斯的OSM定位图

韦尔讷斯的时区为UTC+01:00、UTC+02:00（夏令时）。

## 行政
韦尔讷斯的邮政编码为27390，INSEE市镇编码为27680。

## 政治
韦尔讷斯所属的省级选区为布勒特伊县。

## 人口

1962-2008年间韦尔讷斯人口变化图示

韦尔讷斯于2022年1月1日时的人口数量为180人。